# Burgdorf (Dolna Saksonia)
Burgdorf – miejscowość i gmina w Niemczech, w kraju związkowym Dolna Saksonia, w powiecie Wolfenbüttel, wchodzi w skład gminy zbiorowej Baddeckenstedt.